# Lepa Mlađenović
Cet article possède un paronyme, voir Mladenović.
Lepa Mlađenović (serbe : Лепа Млађеновић), née le 9 novembre 1954, est une autrice, militante féministe et pacifiste serbe. Elle joue un rôle central dans la deuxième vague féministe en Serbie.
Elle est reconnue pour avoir pris partie contre les conflits en Yougoslavie et dans des groupes de soutien aux femmes victimes de violences de guerre et de violences sexistes. Elle est aussi à l'origine de la fondation, en 1990, d'Arkadia, la première association LGBT de Belgrade, puis en 1994, de Labris, la première organisation lesbienne du pays.

## Biographie

### Formation et débuts du militantisme
Lepa Mlađenović naît à Belgrade. Elle entreprend des études de psychologie et est diplômée de la faculté de philosophie de l'université de Belgrade en 1980. En tant qu'étudiante, elle s'oppose au système éducatif qu'elle juge rigide. Elle écrit des lettres de protestation aux professeurs critiquant les règles conservatrices qui n'autonomisent pas les étudiants.
Le premier mouvement social auquel Lepa Mlađenović participe activement est le réseau pour les alternatives à la psychiatrie, dont le but est de désinstitutionnaliser la psychiatrie en raison de sa violence et de son exclusion. Elle initie et co-organise « Psychiatrie et société », une conférence internationale de trois jours en 1983 au centre culturel des étudiants de Belgrade. Elle s'investit ensuite bénévolement dans des centres de santé mentale à Trieste, en Italie. Elle écrit sur la psychiatrie démocratique en Italie et les centres de thérapie communautaire développés à partir du mouvement antipsychiatrie, à Londres.

### Activisme féministe
L'engagement féministe de Lepa Mlađenović commence en 1978 lorsqu'elle participe à DRUG-ca Žena (en français : « Camarade Femmes »),, la première conférence internationale des femmes organisée par des féministes yougoslaves au centre culturel étudiant de Belgrade. Cet évènement marque un tournant pour les féministes et la société civile dans l'ex-Yougoslavie,. En 1982, Lepa Mlađenović co-organise le groupe féministe « Femmes et Société » à Belgrade,.
Lepa Mlađenović participe à la première réunion féministe yougoslave à Ljubljana en 1987, organisée par le collectif féministe LILIT et le groupe lesbien LILIT LL de Slovénie,. La réunion encourage la sororité, les discussions sur les violences à l'égard des femmes, la santé reproductive mais aussi l'art et, plus largement, la culture et les premières initiatives lesbiennes. Avec d'autres militantes de « Femmes et société », Lepa Mlađenović cofonde une ligne d'appels pour les femmes et les enfants victimes de violences à Belgrade en 1990. Elle s’investit aussi auprès des femmes victimes de la guerre.
En 1991, elle rejoint Stasa Zajovic et d'autres figures féministes anti-guerre pour fonder « Women in Black »,,. Le groupe commence par des veillées hebdomadaires pour protester contre le régime serbe, puis tient sa première conférence le 9 octobre 1991.
De 1992 à 2012, Lepa Mlađenović travaille auprès des femmes victimes de violences en Bosnie-Herzégovine, en Croatie et en Hongrie. En 1993, elle fonde le Autonomni Ženski Centar AŽC (centre autonome des femmes),, elle est conseillère psychologique et coordinatrice de l'équipe du centre jusqu'en 2011. Lepa Mlađenović anime aussi de nombreux groupes de soutien pour les femmes et des ateliers d'alphabétisation pour les militantes (en particulier les lesbiennes) dans les Balkans. Elle œuvre aussi en Italie avec l'ONG Donne in Rete contro la violenza.

### Engagement pour les lesbiennes

Symbole du labrys auquel l'association lesbienne Labris emprunte son nom.

Lepa Mlađenović et Suzana Tratnik sont les deux représentantes de la Yougoslavie à la conférence de l'International Lesbian Information Service à Genève, de 1986. En 1990, avec Dejan Nebrigic et d'autres lesbiennes, elle fonde Arkadia, la première association LGBT de Belgrade, en activité jusqu'en 1997,. En 1994, Lepa Mlađenović devient la première personne ouvertement lesbienne à s'exprimer lors d'une émission de télévision publique en Serbie. Elle y discute des problèmes rencontrés par la communauté LGBT. L'année suivante, elle fonde la première association lesbienne sus le nom de Labris qui renvoie à la hache à double tranchant, symbole de la communauté lesbienne,. En 2001, Lepa Mlađenović décrit l'expérience :

« J'écrirais une lettre de solidarité avec un colis à une inconnue à Sarajevo, sachant qu'elle est sous le siège et les balles quotidiennement, et s'inquiéterait-elle d'être gênée un jour lorsqu'elle verrait une lesbienne devant sa porte qui écrirait ses lettres ? Pourquoi a-t-il toujours été si difficile de dire que certaines aides humanitaires provenaient de lesbiennes ? »

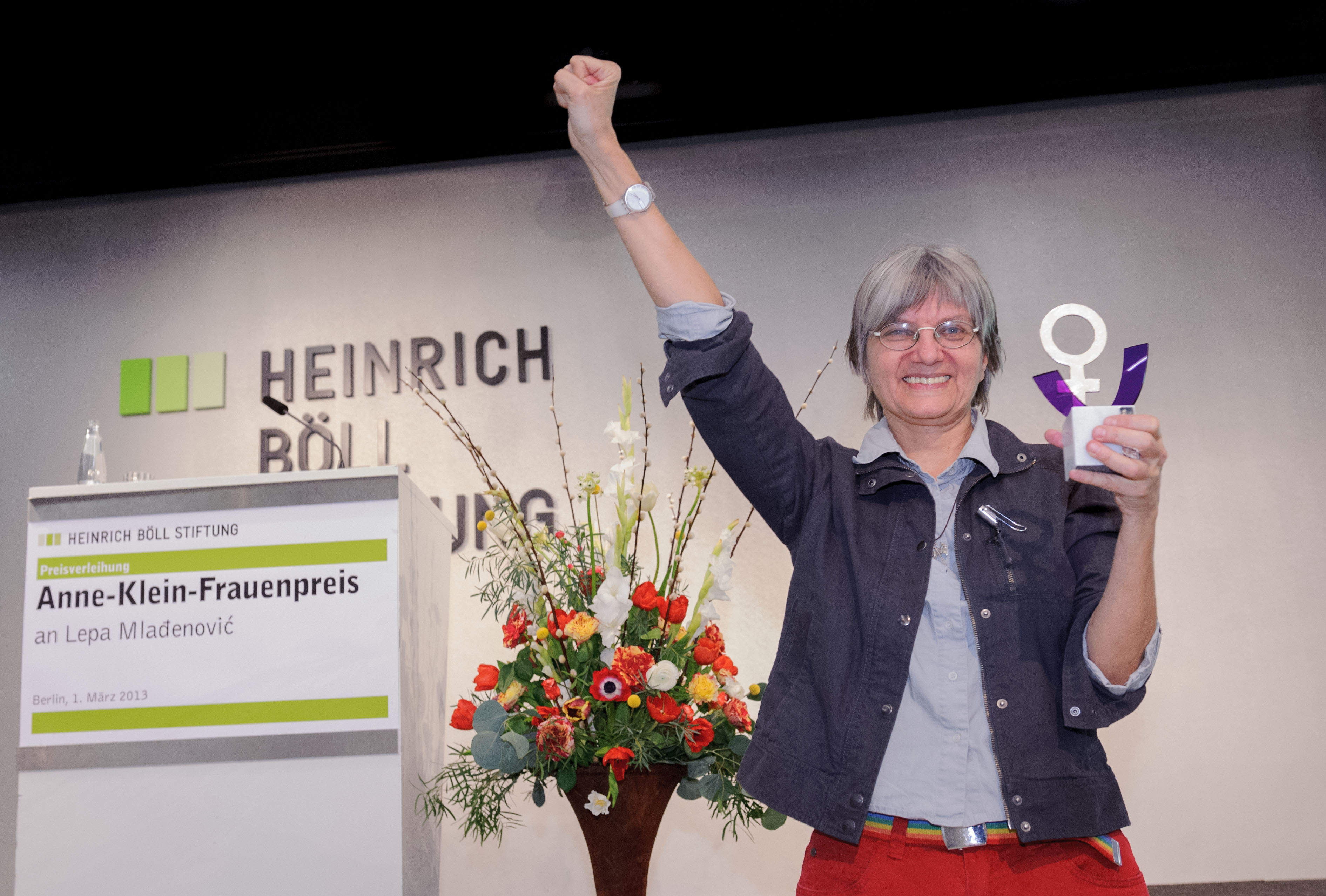
Lepa Mlađenović recevant le prix pour les femmes Anne Klein, en 2013.

Dans le cadre du développement de son association, Lepa Mlađenović est l'une des organisatrices de la première semaine lesbienne en Slovénie en 1997 (évènement que l'on doit au groupe lesbien féministe slovène Kasandra). Une quarantaine de personnes venant de Novi Sad, Maribor, Skopje, Belgrade, Zagreb, Pristina, Split et Ljubljana y participent. La deuxième semaine lesbienne a eu lieu à Sombor en 2000, et la troisième (toutes deux organisées par l'association Labris) se déroule à Novi Sad en 2004,.
Lepa Mlađenović prend aussi part dans l'organisation de la marche des fiertés de Belgrade en 2001. En 2012, elle lance avec d'autres militantes, une ligne d'appels dédiée aux lesbiennes. Depuis 2017, elle y est conseillère.

## Reconnaissance
Lepa Mlađenović reçoit un prix de l'International Gay and Lesbian Human Rights Commission, pour sa contribution à l'activisme des droits des LGBT en 1994, lors de la marche des fiertés à New York,. Elle déclare à ce propos : « L'endroit d'où je viens n'est pas la nation où je suis née, mais un pays lesbien perdu que je n'ai jamais eu - mais je parviendrai à le créer, d'une manière ou d'une autre. »
La Novi Sad Lesbian Organization (NLO) rend hommage à Lepa Mlađenović en 2011 en ouvrant une salle de lecture lesbienne, féministe et antifasciste à son nom. Elle reçoit aussi, en 2013, le prix pour les femmes Anne Klein de la part de la fondation Heinrich Boell. Lepa Mlađenović vient à la cérémonie de remise des prix à Berlin avec 22 autres militantes lesbiennes.